# 무주 일원 반딧불이와 그 먹이 서식지
무주 일원의 반딧불이와 그 먹이 서식지는 대한민국 전북특별자치도 무주군 설천면 삼공리 일원에 서식하는 반딧불이와 그 먹이인 달팽이와 다슬기류이다. 대한민국의 천연기념물 제322호로 지정되어 있다.
이곳에 서식하는 반딧불이는 애반딧불이와 늦반딧불이 두 종류이다. 애반딧불이는 유충 시절에 다슬기 등을 잡아 먹으며 물 속에서 살고, 늦반딧불이의 유충은 달팽이·고동류를 먹으며 축축한 수풀 속에서 산다. 애반딧불이는 6월 중순에서 7월 중순에 볼 수 있으며, 늦반딧불이는 8월 중순부터 9월 중순까지 볼 수 있다.
설천면에는 너비 18∼25m의 하천이 있는데, 물 흐르는 속도가 느리고 수온이 적당하며 수질이 알칼리성이기 때문에 반딧불의 먹이가 되는 다슬기와 달팽이류가 잘 자란다.
무주군은 반딧불을 소재로 한 무주반딧불축제를 1997년부터 개최하고 있다.

## 개요
반딧불은 반딧불과에 속하는 곤충으로 ‘개똥벌레’라고도 하며, 최근 학계에서는 ‘반딧불이’라고도 하고 있다. 반딧불은 배의 끝마디에서 빛을 내는데 이는 교미를 하기 위한 신호이다. 빛을 낼 때까지의 시간이 종(種)마다 다르므로 종을 구분하는 중요한 특징이 된다.
무주 설천면 일원에는 애반딧불과 늦반딧불의 2종류가 서식한다. 애반딧불은 유충시절에 다슬기 등을 잡아 먹으며 물 속에서 살며, 늦반딧불의 유충은 달팽이·고동류를 먹으며 축축한 수풀 속에서 산다. 애반딧불은 6월 중순에서 7월 중순에 볼 수 있으며, 늦반딧불은 8월 중순부터 9월 중순까지 많이 볼 수 있다. 설천면에는 너비 18∼25m의 하천이 있는데, 물 흐르는 속도가 완만하고 수온이 적당하며 수질이 알칼리성이기 때문에 반딧불의 먹이가 되는 다슬기와 달팽이류가 잘 자라고 있다.
반딧불에 관한 고사성어로 ‘형설지공(螢雪之功)’이라는 말이 전해오는데 이는 중국 진(晉)나라 때 차윤(車胤)이 반딧불빛 밑에서, 또 손강(孫康)이 달에 반사되는 눈(雪)빛으로 글을 읽고 출세했다는 뜻이다. 예로부터 반딧불은 청소년의 교육상 큰 가치가 있는 곤충으로 알려져 왔다.
반딧불은 빛을 내뿜는 곤충으로 생물학상 중요할 뿐만 아니라 환경오염으로 인해 전국적으로 서식지가 파괴되어 멸종위기에 있으므로, 국내에서 가장 많은 수의 반딧불이 서식하고 있는 무주 설천면 일원의 반딧불과 그 먹이(다슬기) 서식지를 천연기념물로 지정하여 보호하고 있다.

## 같이 보기
- 무주반딧불축제

## 참고 문헌
- 문화재청, 《문화재이야기여행 천연기념물 100선 보관됨 2016-08-28 - 웨이백 머신》, pp229-232, 2016-03-31

## 참고 자료
- 무주 일원 반딧불이와 그 먹이 서식지 - 국가유산청 국가유산포털
- 무주 일원의 반딧불이와 그 먹이 서식지 보관됨 2007-09-29 - 웨이백 머신 - 남북의 천연기념물